# EFL Cup 2021/22
Der EFL Cup 2021/22 (alternativ nach dem Sponsoren Carabao Cup) war die 62. Austragung des Turniers. Alle 92 Vereine der vier oberen englischen Ligen 2020/21 nahmen am Wettbewerb teil.
Der Wettbewerb begann am 31. Juli 2021 mit der ersten Runde.

## Modus
Gemäß der Änderungen von 2018 wurde die Verlängerung abgeschafft, bei einem Gleichstand nach der regulären Spiel- inklusive Nachspielzeit wurde die Partie im Elfmeterschießen entschieden, ausgenommen war das Endspiel.

## Termine
| Runde         | Termine                                                            |
| ------------- | ------------------------------------------------------------------ |
| Erste Runde   | 31. Juli – 11. August 2021                                         |
| Zweite Runde  | 24. – 25. August 2021                                              |
| Dritte Runde  | 21. – 22. September 2021                                           |
| Achtelfinale  | 26. – 27. Oktober 2021                                             |
| Viertelfinale | 21. – 22. Dezember 2021                                            |
| Halbfinale    | 4. – 5. Januar 2022 (Hinspiele) 11. – 12. Januar 2022 (Rückspiele) |
| Finale        | 27. Februar 2022                                                   |

## Erste Runde
Die Auslosung für die erste Runde wurde am 24. Juni 2021 durchgeführt.
An der ersten Runde nahmen 70 Vereine teil. 13 Vereine der Premier League 2021/22 stiegen zusammen mit den Championship-Klubs FC Fulham und West Bromwich Albion in der zweiten Runde in den Wettbewerb ein. Erst in der dritten Runde kamen wegen ihrer internationalen Beteiligungen der FC Chelsea, Leicester City, der FC Liverpool, Manchester City, Manchester United, Tottenham Hotspur und West Ham United hinzu.
Ausgetragen wurden die Begegnungen zwischen dem 31. Juli und 11. August 2021.
Northern Section
| Datum                      |                           | Ergebnis        |                          |
| -------------------------- | ------------------------- | --------------- | ------------------------ |
| 1. August 2021, 13:00 BST  | Sheffield Wednesday (III) | 0:0 (2:4 i. E.) | Huddersfield Town (II)   |
| 10. August 2021, 19:45 BST | AFC Barrow (IV)           | 1:0             | Scunthorpe United (IV)   |
| 10. August 2021, 19:45 BST | Blackburn Rovers (II)     | 1:2             | FC Morecambe (III)       |
| 10. August 2021, 19:45 BST | Bolton Wanderers (III)    | 0:0 (5:4 i. E.) | FC Barnsley (II)         |
| 10. August 2021, 19:45 BST | Derby County (II)         | 3:3 (5:3 i. E.) | Salford City (IV)        |
| 10. August 2021, 19:45 BST | Hartlepool United (IV)    | 0:1             | Crewe Alexandra (III)    |
| 10. August 2021, 19:45 BST | Hull City (II)            | 1:1 (7:8 i. E.) | Wigan Athletic (III)     |
| 10. August 2021, 19:45 BST | Mansfield Town (IV)       | 0:3             | Preston North End (II)   |
| 10. August 2021, 19:45 BST | Oldham Athletic (IV)      | 2:2 (4:3 i. E.) | Tranmere Rovers (IV)     |
| 10. August 2021, 19:45 BST | Port Vale (IV)            | 1:2             | AFC Sunderland (III)     |
| 10. August 2021, 19:45 BST | Rotherham United (III)    | 1:2             | Accrington Stanley (III) |
| 10. August 2021, 19:45 BST | Sheffield United (II)     | 1:0             | Carlisle United (IV)     |
| 10. August 2021, 19:45 BST | Shrewsbury Town (III)     | 2:2 (4:2 i. E.) | Lincoln City (III)       |
| 10. August 2021, 19:45 BST | Stoke City (II)           | 2:1             | Fleetwood Town (III)     |
| 10. August 2021, 19:45 BST | FC Walsall (IV)           | 0:0 (3:4 i. E.) | Doncaster Rovers (III)   |
| 11. August 2021, 19:45 BST | FC Blackpool (II)         | 3:0             | FC Middlesbrough (II)    |
| 11. August 2021, 19:45 BST | Nottingham Forest (II)    | 2:1             | Bradford City (IV)       |
| nicht ausgetragen 1        | Harrogate Town (IV)       | –               | AFC Rochdale (IV)        |

Southern Section
| Datum                      |                          | Ergebnis         |                          |
| -------------------------- | ------------------------ | ---------------- | ------------------------ |
| 31. Juli 2021, 15:00 BST   | AFC Bournemouth (II)     | 5:0              | Milton Keynes Dons (III) |
| 10. August 2021, 19:45 BST | Birmingham City (II)     | 1:0              | Colchester United (IV)   |
| 10. August 2021, 19:45 BST | Bristol Rovers (IV)      | 0:2              | Cheltenham Town (III)    |
| 10. August 2021, 19:45 BST | Cambridge United (III)   | 0:0 (3:1 i. E.)  | Swindon Town (IV)        |
| 10. August 2021, 19:45 BST | Cardiff City (II)        | 3:2              | Sutton United (IV)       |
| 10. August 2021, 19:45 BST | Charlton Athletic (III)  | 0:1              | AFC Wimbledon (III)      |
| 10. August 2021, 19:45 BST | Crawley Town (IV)        | 2:2 (9:10 i. E.) | FC Gillingham (III)      |
| 10. August 2021, 19:45 BST | Exeter City (IV)         | 0:0 (3:4 i. E.)  | Wycombe Wanderers (III)  |
| 10. August 2021, 19:45 BST | Forest Green Rovers (IV) | 2:2 (6:5 i. E.)  | Bristol City (II)        |
| 10. August 2021, 19:45 BST | Ipswich Town (III)       | 0:1              | AFC Newport County (IV)  |
| 10. August 2021, 19:45 BST | FC Millwall (II)         | 2:1              | FC Portsmouth (III)      |
| 10. August 2021, 19:45 BST | Peterborough United (II) | 0:4              | Plymouth Argyle (III)    |
| 10. August 2021, 19:45 BST | FC Reading (II)          | 0:3              | Swansea City (II)        |
| 10. August 2021, 19:45 BST | FC Stevenage (IV)        | 2:2 (3:0 i. E.)  | Luton Town (II)          |
| 11. August 2021, 19:45 BST | Burton Albion (III)      | 1:1 (2:4 i. E.)  | Oxford United (III)      |
| 11. August 2021, 19:45 BST | Coventry City (II)       | 1:2              | Northampton Town (IV)    |
| 11. August 2021, 19:45 BST | Leyton Orient (IV)       | 1:1 (3:5 i. E.)  | Queens Park Rangers (II) |

## Zweite Runde
In der zweiten Runde stiegen die 13 Premier-League-Vereine ein, die sich in der letzten Saison nicht für einen europäischen Wettbewerb qualifiziert hatten, sowie FC Fulham und West Bromwich Albion aus der English Football League. Die Auslosung fand am 11. August 2021 statt. Ausgetragen wurden die Begegnungen am 24. und 25. August 2021.
Northern Section
| Datum                      |                        | Ergebnis        |                             |
| -------------------------- | ---------------------- | --------------- | --------------------------- |
| 24. August 2021, 19:00 BST | Oldham Athletic (IV)   | 0:0 (5:4 i. E.) | Accrington Stanley (III)    |
| 24. August 2021, 19:45 BST | AFC Barrow (IV)        | 0:6             | Aston Villa (I)             |
| 24. August 2021, 19:45 BST | FC Blackpool (II)      | 2:3             | AFC Sunderland (III)        |
| 24. August 2021, 19:45 BST | Huddersfield Town (II) | 1:2             | FC Everton (I)              |
| 24. August 2021, 19:45 BST | Leeds United (I)       | 3:0             | Crewe Alexandra (III)       |
| 24. August 2021, 19:45 BST | FC Morecambe (III)     | 2:4             | Preston North End (II)      |
| 24. August 2021, 19:45 BST | Sheffield United (II)  | 2:1             | Derby County (II)           |
| 24. August 2021, 19:45 BST | Shrewsbury Town (III)  | 0:2             | AFC Rochdale (IV)           |
| 24. August 2021, 19:45 BST | Stoke City (II)        | 2:0             | Doncaster Rovers (III)      |
| 24. August 2021, 19:45 BST | Wigan Athletic (III)   | 0:0 (5:4 i. E.) | Bolton Wanderers (III)      |
| 24. August 2021, 20:00 BST | Nottingham Forest (II) | 0:4             | Wolverhampton Wanderers (I) |
| 25. August 2021, 19:45 BST | Newcastle United (I)   | 0:0 (3:4 i. E.) | FC Burnley (I)              |

Southern Section
| Datum                      |                           | Ergebnis        |                            |
| -------------------------- | ------------------------- | --------------- | -------------------------- |
| 24. August 2021, 19:00 BST | Norwich City (I)          | 6:0             | AFC Bournemouth (II)       |
| 24. August 2021, 19:00 BST | Swansea City (II)         | 4:1             | Plymouth Argyle (III)      |
| 24. August 2021, 19:45 BST | Birmingham City (II)      | 0:2             | FC Fulham (II)             |
| 24. August 2021, 19:45 BST | FC Brentford (I)          | 3:1             | Forest Green Rovers (IV)   |
| 24. August 2021, 19:45 BST | Cardiff City (II)         | 0:2             | Brighton & Hove Albion (I) |
| 24. August 2021, 19:45 BST | FC Gillingham (III)       | 1:1 (4:5 i. E.) | Cheltenham Town (III)      |
| 24. August 2021, 19:45 BST | FC Millwall (II)          | 3:1             | Cambridge United (III)     |
| 24. August 2021, 19:45 BST | Northampton Town (IV)     | 0:1             | AFC Wimbledon (III)        |
| 24. August 2021, 19:45 BST | Queens Park Rangers (II)  | 2:0             | Oxford United (III)        |
| 24. August 2021, 19:45 BST | FC Stevenage (IV)         | 2:2 (3:5 i. E.) | Wycombe Wanderers (III)    |
| 24. August 2021, 19:45 BST | FC Watford (I)            | 1:0             | Crystal Palace (I)         |
| 25. August 2021, 19:45 BST | AFC Newport County (IV)   | 0:8             | FC Southampton (I)         |
| 25. August 2021, 20:00 BST | West Bromwich Albion (II) | 0:6             | FC Arsenal (I)             |

## Dritte Runde
Ab der dritten Runde traten auch die sieben Vereine an, die sich für die laufende Saison für die europäischen Wettbewerbe qualifiziert haben. Die Auslosung fand am 25. August 2021. Ausgetragen wurden die Begegnungen am 21. und 22. September 2021.
| Datum                    |                             | Ergebnis        |                         |
| ------------------------ | --------------------------- | --------------- | ----------------------- |
| 21. September, 19:45 BST | FC Brentford (I)            | 7:0             | Oldham Athletic (IV)    |
| 21. September, 19:45 BST | FC Burnley (I)              | 4:1             | AFC Rochdale (IV)       |
| 21. September, 19:45 BST | FC Fulham (II)              | 0:0 (5:6 i. E.) | Leeds United (I)        |
| 21. September, 19:45 BST | Manchester City (I)         | 6:1             | Wycombe Wanderers (III) |
| 21. September, 19:45 BST | Norwich City (I)            | 0:3             | FC Liverpool (I)        |
| 21. September, 19:45 BST | Preston North End (II)      | 4:1             | Cheltenham Town (III)   |
| 21. September, 19:45 BST | Queens Park Rangers (II)    | 2:2 (8:7 i. E.) | FC Everton (I)          |
| 21. September, 19:45 BST | Sheffield United (II)       | 2:2 (2:4 i. E.) | FC Southampton (I)      |
| 21. September, 19:45 BST | FC Watford (I)              | 1:3             | Stoke City (II)         |
| 21. September, 19:45 BST | Wigan Athletic (III)        | 0:2             | AFC Sunderland (III)    |
| 22. September, 19:30 BST | Brighton & Hove Albion (I)  | 2:0             | Swansea City (II)       |
| 22. September, 19:45 BST | FC Arsenal (I)              | 3:0             | AFC Wimbledon (III)     |
| 22. September, 19:45 BST | FC Chelsea (I)              | 1:1 (4:3 i. E.) | Aston Villa (I)         |
| 22. September, 19:45 BST | Manchester United (I)       | 0:1             | West Ham United (I)     |
| 22. September, 19:45 BST | FC Millwall (II)            | 0:2             | Leicester City (I)      |
| 22. September, 19:45 BST | Wolverhampton Wanderers (I) | 2:2 (2:3 i. E.) | Tottenham Hotspur (I)   |

## Achtelfinale
Die Auslosung fand am 22. September 2021 statt. Ausgetragen wurden die Begegnungen am 26. und 27. Oktober 2021.
| Datum                       |                          | Ergebnis        |                            |
| --------------------------- | ------------------------ | --------------- | -------------------------- |
| 26. Oktober 2021, 19:45 BST | FC Arsenal(I)            | 2:0             | Leeds United (I)           |
| 26. Oktober 2021, 19:45 BST | FC Chelsea (I)           | 1:1 (4:3 i. E.) | FC Southampton (I)         |
| 26. Oktober 2021, 19:45 BST | Queens Park Rangers (II) | 0:0 (1:3 i. E.) | AFC Sunderland (III)       |
| 27. Oktober 2021, 19:45 BST | FC Burnley (I)           | 0:1             | Tottenham Hotspur (I)      |
| 27. Oktober 2021, 19:45 BST | Leicester City (I)       | 2:2 (4:2 i. E.) | Brighton & Hove Albion (I) |
| 27. Oktober 2021, 19:45 BST | Preston North End (II)   | 0:2             | FC Liverpool (I)           |
| 27. Oktober 2021, 19:45 BST | Stoke City (II)          | 1:2             | FC Brentford (I)           |
| 27. Oktober 2021, 19:45 BST | West Ham United (I)      | 0:0 (5:3 i. E.) | Manchester City (I)        |

## Viertelfinale
Die Auslosung fand am 30. Oktober 2021 statt. Die Begegnungen wurden am 21. und 22. Dezember 2022 ausgetragen.
| Datum                        |                       | Ergebnis        |                      |
| ---------------------------- | --------------------- | --------------- | -------------------- |
| 21. Dezember 2021, 19:45 GMT | FC Arsenal (I)        | 5:1             | AFC Sunderland (III) |
| 22. Dezember 2021, 19:45 GMT | FC Brentford (I)      | 0:2             | FC Chelsea (I)       |
| 22. Dezember 2021, 19:45 GMT | FC Liverpool (I)      | 3:3 (5:4 i. E.) | Leicester City (I)   |
| 22. Dezember 2021, 19:45 GMT | Tottenham Hotspur (I) | 2:1             | West Ham United (I)  |

## Halbfinale
Die Auslosung fand am 22. Dezember 2021 statt. Die Hinspiele sollten am 5. und 6. Januar 2022, die Rückspiele am 12. und 13. Januar 2022 ausgetragen werden.
| Datum                                                       |                  | Gesamt |                       | Hinspiel | Rückspiel |
| ----------------------------------------------------------- | ---------------- | ------ | --------------------- | -------- | --------- |
| 5. Januar 2022, 19:45 Uhr und 12. Januar 2022, 19:45 Uhr    | FC Chelsea (I)   | 3:0    | Tottenham Hotspur (I) | 2:0      | 1:0       |
| 13. Januar 2022, 19:45 Uhr und 20. Januar 2022, 19:45 Uhr 1 | FC Liverpool (I) | 2:0    | FC Arsenal (I)        | 0:0      | 2:0       |

## Finale
| FC Chelsea                                                      | FC Chelsea | FC Liverpool | FC Liverpool | Aufstellung                               |
| --------------------------------------------------------------- | --- | --- | ------------ | ----------------------------------------- |
| FC Chelsea                                                      | \| 27. Februar 2022 um 16:30 Uhr (GMT) in London (Wembley-Stadion) \| \| Ergebnis: 0:0 n. V., 10:11 i. E. \| \| Zuschauer: 85.512 \| \| Schiedsrichter: Stuart Attwell (Warwickshire) \| \| Spielbericht \|                                                                                                | \| 27. Februar 2022 um 16:30 Uhr (GMT) in London (Wembley-Stadion) \| \| Ergebnis: 0:0 n. V., 10:11 i. E. \| \| Zuschauer: 85.512 \| \| Schiedsrichter: Stuart Attwell (Warwickshire) \| \| Spielbericht \| | FC Liverpool | Aufstellung FC Chelsea gegen FC Liverpool |
| FC Chelsea                                                      | Édouard Mendy (119. Kepa) – Trevoh Chalobah, Thiago Silva, Antonio Rüdiger – César Azpilicueta (57. Reece James), N’Golo Kanté, Mateo Kovačić (106. Jorginho), Marcos Alonso – Mason Mount (73. Romelu Lukaku), Kai Havertz, Christian Pulisic (73. Timo Werner) Cheftrainer: Thomas Tuchel ( Deutschland) | Caoimhín Kelleher – Trent Alexander-Arnold, Joël Matip (91. Ibrahima Konaté), Virgil van Dijk, Andrew Robertson – Jordan Henderson (80. Harvey Elliott), Fabinho, Naby Keïta (80. James Milner) – Mohamed Salah, Sadio Mané (80. Diogo Jota), Luis Díaz (97. Divock Origi) Cheftrainer: Jürgen Klopp ( Deutschland) | FC Liverpool | Aufstellung FC Chelsea gegen FC Liverpool |
| FC Chelsea                                                      | Elfmeterschießen | | FC Liverpool | Aufstellung FC Chelsea gegen FC Liverpool |
| FC Chelsea                                                      | 1:1 Marcos Alonso 2:2 Romelu Lukaku 3:3 Kai Havertz 4:4 Reece James 5:5 Jorginho 6:6 Antonio Rüdiger 7:7 N’Golo Kanté 8:8 Timo Werner 9:9 Thiago Silva 10:10 Trevoh Chalobah Kepa schießt über die Latte                                                                                                   | 0:1 James Milner 1:2 Fabinho 2:3 Virgil van Dijk 3:4 Trent Alexander-Arnold 4:5 Mohamed Salah 5:6 Diogo Jota 6:7 Divock Origi 7:8 Andrew Robertson 8:9 Harvey Elliott 9:10 Ibrahima Konaté 10:11 Caoimhín Kelleher                                                                                                  | FC Liverpool | Aufstellung FC Chelsea gegen FC Liverpool |
| FC Chelsea                                                      | Mateo Kovačić (90.), N’Golo Kanté (99.), Kai Havertz (105.+2') | Trent Alexander-Arnold (105.+2') | FC Liverpool | Aufstellung FC Chelsea gegen FC Liverpool |
| FC Chelsea                                                      | Spieler des Spiels: Édouard Mendy | | FC Liverpool | Aufstellung FC Chelsea gegen FC Liverpool |
| 27. Februar 2022 um 16:30 Uhr (GMT) in London (Wembley-Stadion) | | |              |                                           |
| Ergebnis: 0:0 n. V., 10:11 i. E.                                | | |              |                                           |
| Zuschauer: 85.512                                               | | |              |                                           |
| Schiedsrichter: Stuart Attwell (Warwickshire)                   | | |              |                                           |
| Spielbericht                                                    | | |              |                                           |